# Бустос, Карлос
Ка́рлос Ху́лио Бу́стос (исп. Carlos Julio Bustos; 18 мая 1958, Буэнос-Айрес) — аргентинский футболист, выступавший на позиции защитника. По окончании игровой карьеры стал футбольным тренером.

## Биография

### Клубная карьера
В возрасте 11 лет Карлос Бустос начал играть в клубе «Тальерес» из родной Кордовы. На профессиональном уровне он впервые дебютировал 30 августа 1987 года на позиции центрального защитника. Далее он выступал за различные аргентинские команды: «Депортиво Эспаньол», «Сан-Лоренсо», «Ривер Плейт», «Архентинос Хуниорс», «Индепендьенте» и «Уракан», поиграв также за мексиканский клуб «Монаркас Морелия».

### Тренерская карьера
После завершения карьеры футболиста Карлос Бустос работал тренером в детско-юношеской секции родного клуба «Тальерес», а позднее с университетской командой Кордовы. В 2007 году он перебрался в Мексику, где стал помощником главного тренера «Монаркас Морелии» Томаса Боя.
Далле проработав в качестве главного тренера команды «Торос Неса», Бустос в 2013 году возглавил «Монаркас Морелию». Летом 2014 года он был назначен главным тренером клуба «Гвадалахара».
С 2018 года работает в Перу. В 2021 году был назначен на должность главного тренера «Альянсы Лимы», которая должна была играть во Второй лиге впервые за 82 года. Однако решением Спортивного арбитражного суда команда вернула сбе место в Примере, и в ноябре Бустос привёл «сине-белых» к чемпионскому титулу.

## Титулы и достижения
В качестве игрока
- Победитель Ассенсо МХ (второй дивизион) (1): 1999
- Обладатель Суперкубка Либертадорес (1): 1995
- Обладатель Рекопы Южной Америки (1): 1995

В качестве тренера
- Чемпион Перу (1): 2021
- Победитель Ассенсо МХ (1): 2014/15
- Обладатель Кубка Мексики (1): Ап. 2013